# 加尔各答证券交易所
加尔各答证券交易所（Calcutta Stock Exchange Association Limited或Calcutta Stock Exchange，CSE），位于印度加尔各答Lyons Range，成立于1908年，是印度第二大证券交易所，仅次于孟买证券交易所。